# Leonello Brandolini d'Adda
Leonello Brandolini d'Adda (31 maggio 1950) è un editore francese di origine italiana.
È figlio di Brandolino Brandolini d'Adda di Valmareno e di Cristiana Agnelli, figlia di Edoardo Agnelli e di Virginia Bourbon Del Monte, e quindi è nipote diretto, in linea collaterale, di Gianni Agnelli.

## Biografia
Dopo aver compiuto i suoi studi presso l'Istituto di studi politici di Parigi, Leonello Brandolini iniziò la sua carriera d'editore al Le Livre de Poche, del gruppo Hachette. Nel 1987, venne chiamato da Christian Bourgois ad assumere la direzione di Presses Pocket, nel gruppo editoriale Presses de la Cité, ove successe a Bernard de Fallois. Nel 1992, dopo la partenza di Christian Bourgois dal gruppo de la Cité, gli succedette al comando della casa editrice di tascabili 10/18.
Dal 1998 è Presidente e Direttore generale della casa editrice francese Robert Laffont.
Oppostosi ad un piano di ristrutturazione richiesto dal principale azionista della casa madre Editis, il gruppo Planeta, egli si è dimesso dalle sue funzioni il 9 aprile 2013 ed ha lasciato il suo posto il 30 giugno successivo, sostituito da Alain Kouck, PDG d'Editis.